# Edward Lawrie Tatum
Edward Lawrie Tatum, född 14 december 1909 i Boulder i Boulder County, Colorado, död 5 november 1975 i New York, New York, var en amerikansk genetiker. Han delade Nobelpriset i fysiologi eller medicin 1958 med George Wells Beadle och Joshua Lederberg för upptäckten av genernas roll för reglering av cellens ämnesomsättning.

## Biografi
Tatum gick på college vid University of Chicago i två år,  och flyttade till University of Wisconsin-Madison, där han tog sin kandidatexamen 1931 och doktorsexamen 1934. Från år 1937 arbetade han vid Stanford University, där han började sitt samarbete med Beadle. Han flyttade sedan till Yale University 1945 där han var mentor åt Lederberg. Han återvände till Stanford 1948 och började sedan på fakulteten för Rockefeller Institute 1957. Han var en inbiten cigarettrökare och dog i New York City av hjärtsvikt komplicerad av kroniskt emfysem.

## Vetenskapligt arbete
Beadles och Tatums viktigaste experiment handlade om att utsätta brödmöglet Neurospora crassa för röntgenstrålning, vilket orsakade mutationer. I en serie experiment visade de att dessa mutationer orsakade förändringar i specifika enzymer som är involverade i metaboliska förlopp. Dessa experiment, publicerade 1941, ledde dem till att föreslå en direkt koppling mellan gener och enzymatiska reaktioner, känd som "en gen, ett enzym"-hypotesen.
Tatum fortsatte att studera genetik i bakterier. Ett aktivt forskningsområde i hans laboratorium var att förstå grunden för tryptofanbiosyntes i Escherichia coli. Senare visade Tatum och hans student Joshua Lederberg att E. coli kunde dela genetisk information genom rekombination.